# Spartaco - Il gladiatore della Tracia
Spartaco - Il gladiatore della Tracia è un film del 1953 diretto da Riccardo Freda.

## Trama
Per aver difeso una schiava, il soldato Spartaco è condannato a combattere nelle arene. Ma presto si ribella, organizzando una rivolta con un gruppo di gladiatori. Spartaco ama la figlia di Marco Licinio Crasso, il suo maggior persecutore: grazie a ciò, riesce ad ottenere la grazia per sé e per i suoi compagni. Ma essi, in sua assenza, hanno deciso di proseguire la rivolta. Spartaco li raggiunge e muore con loro.

## Curiosità
- Al momento del lancio del film Spartacus di Stanley Kubrick (1961), i produttori americani comprarono il negativo del film di Freda per impedirne un'eventuale riedizione.
- Il film ebbe problemi di censura per il suo assunto antiromano.[senza fonte]
- I duelli dei gladiatori, in cui si esibì anche Darix Togni, furono realizzati all'Arena di Verona.